# Estilo internacional
Estilo internacional (em inglês: International style) é um estilo arquitetônico que se desenvolveu nos anos 1920 e 1930, sendo fortemente relacionado ao modernismo e a arquitetura moderna. Não é incomum que o termo seja usado para referir-se ao movimento moderno como um todo (e vice-versa). Foi primeiro definido pelos curadores do Museu de Arte Moderna de Nova Iorque Henry-Russell Hitchcock e Philip Johnson em 1932, com base em obras de arquitetura da década de 1920.
Sua origem vem do incômodo de arquitetos com o estilo eclético e as possibilidades trazidas pela industrialização acelerada e inovações técnicas com o concreto armado. É definido pelo Getty Research Institute como "o estilo arquitetônico que emergiu na Holanda, França e Alemanha após a Primeira Guerra Mundial e se espalhou por todo o mundo, tornando-se o estilo arquitetônico dominante até a década de 1970. O estilo é caracterizado pela ênfase em volume sobre massa, uso de materiais industriais leves, produzidos em massa, rejeição de todos os ornamentos e cores, formas modulares repetitivas e uso de superfícies planas, alternando tipicamente com áreas de vidro". Em geral, características não-formais ou materiais, como o compromisso com o progresso e a serialização como uma forma de melhorar a habitação para as classes mais pobres não eram prioridades dos arquitetos do International style, apesar de existirem exceções.

## Visão geral

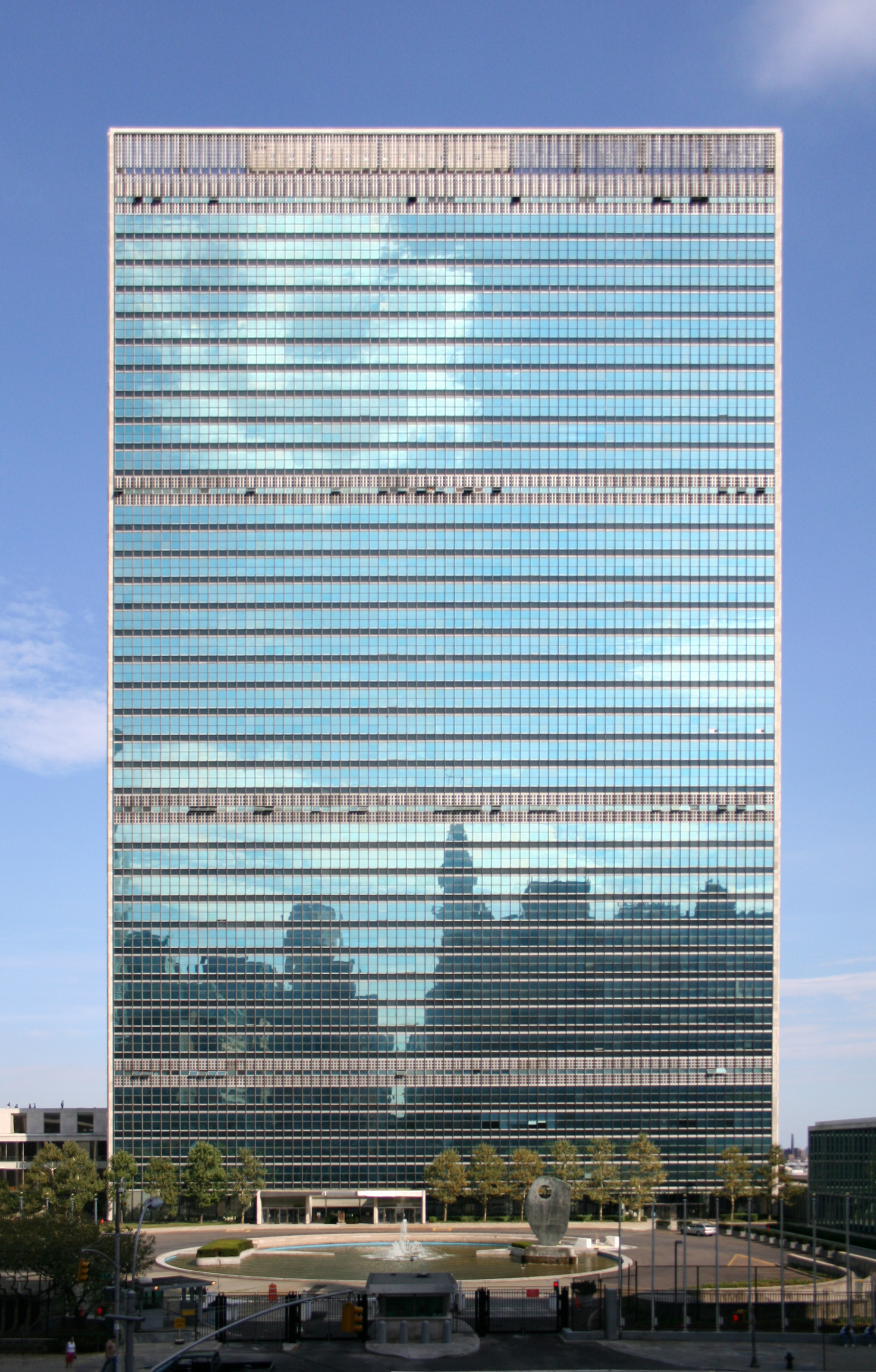
Sede da ONU de 1951, projetada por Le Corbusier e Oscar Niemeyer, marco da arquitetura funcional.

A historiografia tradicional da arquitetura moderna costuma dividir tal movimento em duas grandes vertentes: o organicismo (tendo em Frank Lloyd Wright seu principal nome) e o funcionalismo. Do funcionalismo surgem novas tendências, sendo a mais abrangente o international style.
As raízes do international style se encontram nas obras e ideias de Le Corbusier, Robert Mallet-Stevens e da Bauhaus. Como o modernismo, de uma forma geral nega referências históricas na arquitetura (considerando-as principalmente como ornamento, e portanto, desnecessário), a produção que começou a ser realizada pelos arquitetos modernos podia facilmente se adaptar às necessidades de todos os países (o que efetivamente aconteceu), daí o caráter internacional do movimento.
Os CIAM também foram importantes na formalização do movimento e de seus ideais.
É importante também destacar que, apesar do style, este movimento não pretendia revestir-se de um estilo (com um conjunto de elementos que poderiam ser exaustivamente copiados). Críticos contemporâneos do funcionalismo, no entanto, alegam que com o passar do tempo o international style tornou-se um estilo de fato, contrariando seus ideais originais: é o fenômeno da estilização do modernismo, ocorrido principalmente nas décadas de 60 e 70. Alega-se também que esta estilização continua em curso principalmente na arquitetura brasileira.
A origem do termo se encontra no título de um livro publicado em 1932 por Henry-Hussel Hitchcock e Philip Johnson. No mesmo ano a Exposição Internacional de Arquitetura Moderna no Museum of Modern Art (MoMA) de Nova Iorque contribuiu para a divulgação do movimento, tornando-o uma das tendências dominantes da arquitetura do século XX.

### Principais arquitetos do movimento
A lista abaixo não limita seus nomes a este movimento. Ao longo de suas carreiras, cada um destes arquitetos adotou uma linguagem própria e independente.
- Le Corbusier
- Robert Mallet-Stevens
- Ludwig Mies van der Rohe
- Walter Gropius
- Marcel Breuer
- Philip Johnson

## Críticas
Em 1930, Frank Lloyd Wright escreveu: "As casas humanas não devem ser como caixas, ardendo ao sol, nem devemos desafiar a Máquina, tentando tornar os lares demasiado subsidiários à Maquinaria".
Em 1966, o arquitecto Robert Venturi publicou o livro Complexidade e Contradição em Arquitectura, essencialmente um livro de crítica ao International style. O historiador arquitectónico Vincent Scully considerava o livro de Venturi como "provavelmente a obra mais importante sobre o acto arquitectónico desde o Vers une Architecture de Le Corbusier". O livro ajudou a definir a arquitectura pós-moderna.
O autor Estadunidense Tom Wolfe escreveu uma obra de crítica em 1981, Da Bauhaus ao nosso caos, retratando o estilo como elitista.
No prefácio da quarta edição do seu livro História crítica da arquitectura moderna (2007), Kenneth Frampton argumenta que houve um "preconceito eurocêntrico perturbador" nas narrativas da arquitectura moderna. Neste caso, este "eurocentrismo" incluiria os EUA.

## Arquitetura moderna brasileira
A influência do International Style na introdução da arquitetura moderna no Brasil é fundamental. A primeira geração de arquitetos modernos no país (Lúcio Costa, Oscar Niemeyer, Afonso Eduardo Reidy, Carlos Leão, Rino Levi, Vilanova Artigas) possui uma obra bastante fundamentada nas ideias de Le Corbusier, criando uma obra que viria a tornar-se famosa mundialmente. O uso de pilotis, brises, cores puras, concreto armado etc, tornou-se pragmática no modernismo brasileiro, criando uma tradição fortemente presente até os dias atuais.

## Marcos do modernismo
- Sede da Organização das Nações Unidas, Nova Iorque, EUA — Le Corbusier e Oscar Niemeyer.
- Edíficio Seagrams, Nova Iorque, EUA — Ludwig Mies van der Rohe.

### No Brasil
- Primeira sede do Ministério da Educação (atual Palácio Gustavo Capanema), Rio de Janeiro — Lúcio Costa, Oscar Niemeyer, Afonso Eduardo Reidy, Carlos Leão, coordenado por Le Corbusier.
- Edifício Copan em São Paulo, por Oscar Niemeyer.
- Sede da Associação Brasileira de Imprensa — escritório M.M.M. Roberto.
- Conjunto de prédios públicos de Brasília — Oscar Niemeyer e equipe diversa.
- FAU/USP em São Paulo — Vilanova Artigas e Carlos Cascaldi.

### Bibliográficas
- ARGAN, Giulio Carlo; Arte moderna; São Paulo: Companhia das Letras, 1992; ISBN 8571642516
- BENEVOLO, Leonardo; História da arquitetura moderna; São Paulo: Editora Perspectiva, 2001; ISBN 8527301490
- ROTH, Leland M.; Understanding Architecture: its elements, history and meanings; Nova Iorque: HarperCollins Publishers, 1993; ISBN 0064301583